# Sofya Skya

Sofya Skya, 2020

Sofya Skya (eigentlich Sofja Andrejewna Arschakowskaja, russisch Софья Андреевна Аржаковская; * 12. August 1987 in Leningrad) ist eine russische Ballerina, Schauspielerin und Regisseurin.
Sie wurde an der Waganowa-Ballettakademie ausgebildet. 2006 heiratete sie und gewann im selben Jahr beim Wettbewerb Mrs. World, einen Schönheitswettbewerb für verheiratete Frauen. 2007 zog sie nach Hollywood, um ihre Schauspielkarriere voranzubringen. 2009 übernahm sie ihre ersten Rollen in mehreren Produktionen. So spielte sie in einer Folge von CSI: NY mit und war in einer tragenden Rolle in Edgar Allan Poe’s Das Grab der Ligeia zu sehen. 2013 wirkte sie im Film Silent Assassins – Lautlose Killer als Schauspielerin sowie Regisseurin mit.

## Filmografie (Auswahl)
als Schauspielerin
- 2005: Hope for the Addicted
- 2009: Limelight (Fernsehfilm)
- 2009: The Courageous Heart of Irena Sendler (Fernsehfilm)
- 2009: CSI: NY (Fernsehserie, 1 Folge)
- 2009: Edgar Allan Poe’s Das Grab der Ligeia (The Tomb)
- 2010: Schattenkommando (Shadows in Paradise)
- 2010: Klub schastya
- 2013: Silent Assassins – Lautlose Killer (Assassins Run)
- 2014: Coca Cola Commercial (Kurzfilm)
- 2015: My Stepdaughter
- 2017: Opus of an Angel
- 2018: Welcome to Curiosity
- 2019: Once There Was a War
- 2020: Nartai
- 2020: Coven

als Regisseurin
- 2005: Hope for the Addicted
- 2013: Silent Assassins – Lautlose Killer (Assassins Run)